# بول أوغست دانغي
بول أوغست دانغي (1862-1942) (بالإنجليزية: Paul Auguste Danguy)‏ هو عالم نبات فرنسي.